# Jean-Thomas Bernard
Jean-Thomas Bernard est un économiste, chercheur et professeur né à Québec le 30 juin 1946.  Il se distingue notamment par ses travaux en économie des ressources naturelles.

## Honneurs
- 2014 - Professeur émérite de l'Université Laval[1]
- 2014 - Prix Gérard-Parizeau[2],[3]
- 2009 - Membre de la Société royale du Canada[4]
- 2001-2002 - Gilbert F. White Distinguished Visiting Fellowship[5]
- 1995-1995 - Fullbright Foundation Fellow de l'Université Cornell[6]